# Famille Masolo
 (août 2024).
Les Masolo (ou Massolo) sont une famille patricienne de Venise, originaire de Padoue.

## Historique
Ils produisirent des tribuns antiques. La famille fut cooptée à la noblesse vénitienne en 1304.
Une lignée de cette maison se transféra dans la colonie de Candie, d'où elle revenait en 1437.
Les Masolo s'éteignent en 1590 par le décès d'un certain Piero, moine cassien avec Lorenzo comme nom de père.

## Armes

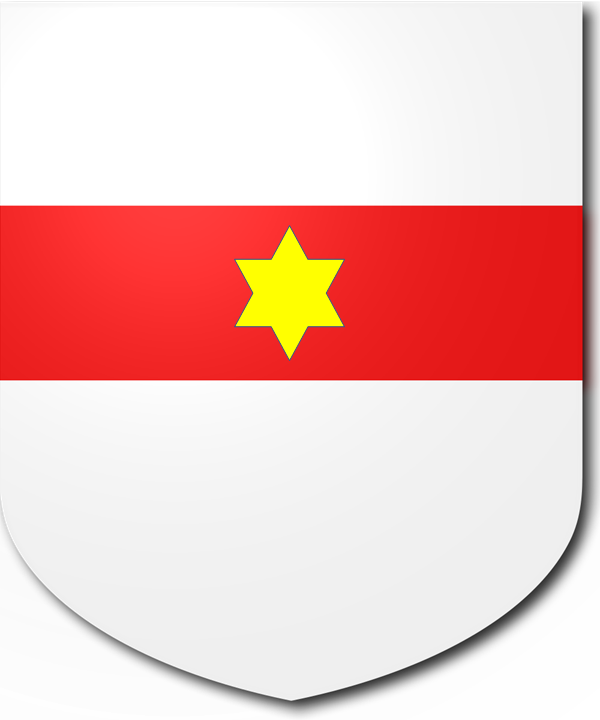
Armes des Massolo

Les armes des Massolo se blasonnent ainsi : d'argent à la fasce de gueules chargée d'une étoile d'or.